# Wołodymyr Szczerbycki
Wołodymyr Wasylowicz Szczerbycki (ukr. Володи́мир Васи́льович Щерби́цький, ros. Влади́мир Васи́льевич Щерби́цкий, Władimir Wasiljewicz Szczerbicki; ur. 17 lutego 1918 w Wierchniednieprowsku, zm. 17 lutego 1990 w Kijowie) – ukraiński działacz komunistyczny, przewodniczący Rady Ministrów Ukraińskiej SRR w latach 1961–1963 i 1965–1972, I sekretarz Komunistycznej Partii Ukrainy w latach 1972–1989, członek Komitetu Centralnego KPZR w latach 1961–1990 i Biura Politycznego KPZR w latach 1971–1989, dwukrotny Bohater Pracy Socjalistycznej (1974 i 1977).

## Życiorys
W 1941 został członkiem Wszechzwiązkowej Komunistycznej Partii (bolszewików). Od sierpnia 1952 do lutego 1954 I sekretarz Komitetu Miejskiego KP(b)U/KPU w Dniepropetrowsku, od lutego 1954 do grudnia 1955 II sekretarz, a od grudnia 1955 do grudnia 1957 I sekretarz Dniepropetrowskiego Komitetu Obwodowego KP(b)U. Od 21 stycznia 1956 do 16 lutego 1990 członek KC KPU, od 25 lutego 1956 do 17 października 1961 członek Centralnej Komisji Rewizyjnej KPZR, od 4 grudnia 1957 do 19 maja 1961 sekretarz KC KPU, od 4 grudnia 1957 do 28 września 1989 członek Prezydium/Biura Politycznego KC KPU, od 31 października 1961 do śmierci członek KC KPZR. Od 31 października 1961 do 31 grudnia 1963 i ponownie od 6 grudnia 1965 do 29 marca 1966 zastępca członka Prezydium KC KPZR, od 8 kwietnia 1966 do 30 marca 1971 zastępca członka Biura Politycznego KC KPZR, a od 9 kwietnia 1971 do 20 września 1989 członek Biura Politycznego KC KPZR.
Od 28 lutego 1961 do 28 czerwca 1963 i ponownie od 15 października 1965 do 8 czerwca 1972 przewodniczący Rady Ministrów Ukraińskiej SRR, 25 maja 1972 do 28 września 1989 I sekretarz KC KPU. Deputowany do Rady Najwyższej ZSRR od 5 do 11 kadencji. Od 1972 członek Prezydium Rady Najwyższej ZSRR.
W czasie pełnienia przez niego funkcji I sekretarza KC KPU w Ukraińskiej SRR nasiliły się procesy rusyfikacyjne – w 1980 liczba czasopism ukraińskojęzycznych wychodzących w republice wynosiła 19% w stosunku do wszystkich tytułów, a książek 24%. Ponadto nadające po ukraińsku stacje telewizyjne miały znacznie mniej ciekawe programy od centralnych programów rosyjskojęzycznych – analogicznie z audycjami radiowymi.
Jest on odpowiedzialny za ukrywanie rzeczywistej skali katastrofy w Czarnobylu oraz za zorganizowanie pochodu pierwszomajowego w Kijowie, podczas którego wszyscy uczestnicy narazili się na chorobę popromienną. Targany wyrzutami sumienia, najprawdopodobniej popełnił samobójstwo w 1990 (według oficjalnej wersji zmarł na zapalenie płuc). Pochowany został na cmentarzu Bajkowa w Kijowie.
Dwukrotnie nadano mu tytuł Bohatera Pracy Socjalistycznej (30 grudnia 1974 i 13 września 1977). Ośmiokrotnie odznaczony Orderem Lenina (16 lutego 1958, 16 lutego 1968, 1971, 1973, 30 grudnia 1974, 13 września 1977, 1983 i 16 lutego 1988), dwukrotnie Orderem Rewolucji Październikowej (16 lutego 1978 i 4 marca 1982) oraz Orderem Wojny Ojczyźnianej I klasy (11 marca 1985). Laureat Nagrody Leninowskiej (1982).
Żoną jego była Rada, z domu Żeromska (1923-2015).